# باد اسپنسر
کارلو پِدِرسُلی (ایتالیایی: Carlo Pedersoli، ۳۱ اکتبر ۱۹۲۹ – ۲۷ ژوئن ۲۰۱۶) که با نام حرفه‌ای باد اسپنسر (Bud Spencer) شناخته می‌شود، بازیگر ایتالیایی بود. او شناگر حرفه‌ای و بازیکن واترپلو هم بود. او برای نقش‌هایش در ژانر وسترن اکشن-کمدی و اسپاگتی با شریک قدیمی‌اش ترنس هیل شناخته می‌شد. این دو نفر «تحسین همگانی به دست آوردند و میلیون‌ها نفر را به صندلی‌های تئاتر کشاندند». اسپنسر و هیل در بیش از ۲۰ فیلم با هم ظاهر شدند، و تهیه‌کنندگی و کارگردانی‌شان را هم بر عهده داشتند.
اسپنسر از بسیاری از موسسات خیریه کودکان از جمله صندوق بورسیه اسپنسر حمایت و پشتیبانی می‌کرد.
خداوند بر ایشان رحمت عطا کند

## زندگی شخصی

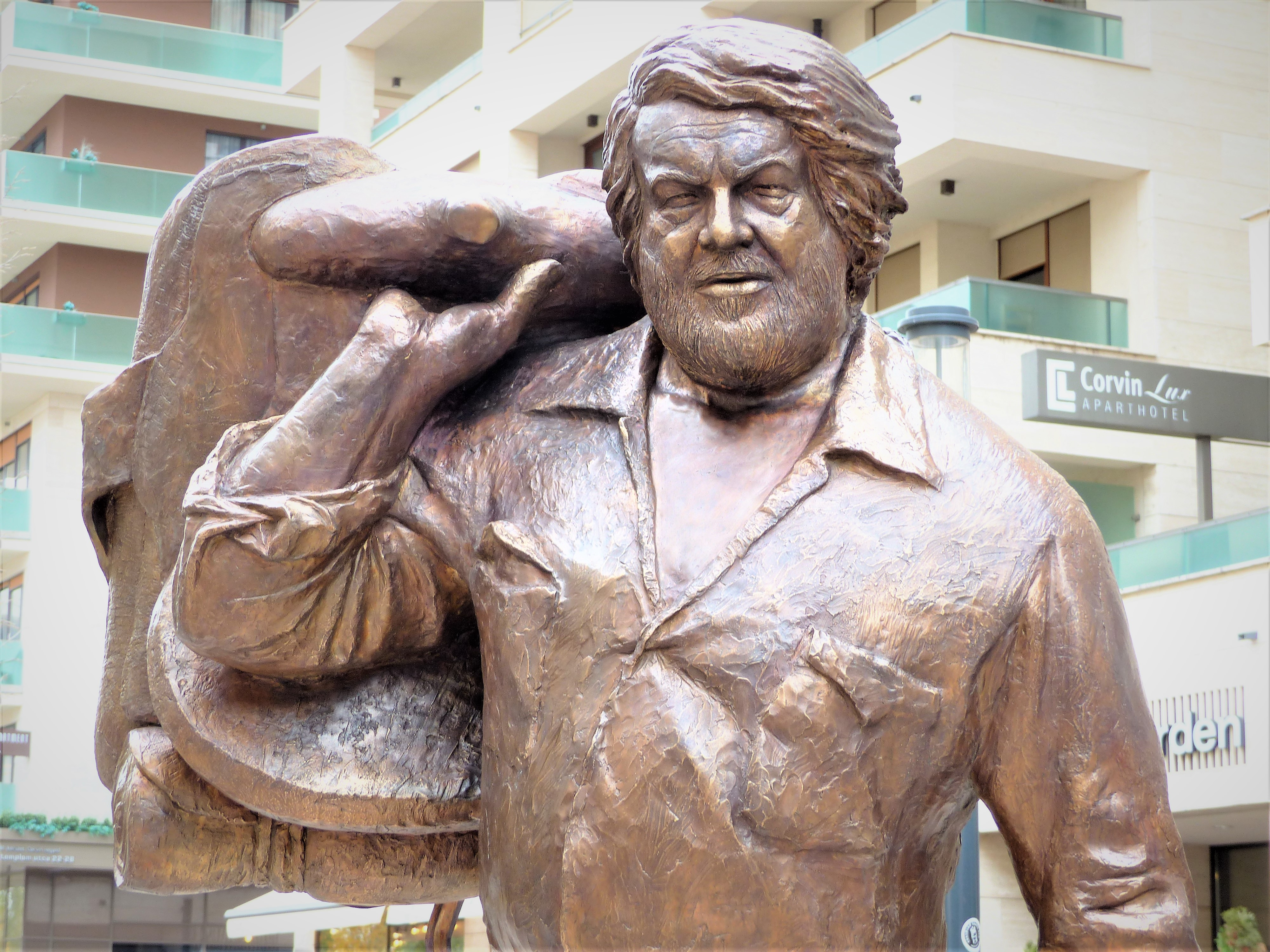
مجسمه یادبود باد اسپنسر در مرکز شهر بوداپست.

کارلو فرزند کارخانه داری بود به نام «آِلساندرو پِدِرسُلی». او در سال ۱۹۳۶ وارد دبستان شد و پس از پایان دبیرستان با بهترین معدل، در سال ۱۹۴۶ به تحصیل در رشته شیمی در دانشگاه رم پرداخت. خانواده او پس از بمباران کارخانه پدرش طی جنگ جهانی دوم به رم که بخاطر وجود واتیکان امن‌ترین شهر ایتالیا محسوب می‌شد نقل مکان کرد و پس از مدتی (سال ۱۹۴۷) تصمیم گرفتند به برزیل در آمریکای جنوبی مهاجرت کنند. کارلو که مجبور به ترک تحصیل شده بود در برزیل به کارگری پرداخت.
او در سال ۱۹۴۸ به ایتالیا بازگشت و به تحصیل و ورزش شنا پرداخت. کارلو پس از مدتی تغییر رشته داد و طی شش ترم رشته حقوق را در دانشگاه در سال ۱۹۵۷ به پایان رساند ولی هیچگاه در این رشته فعال نبود. کارلو در سال ۱۹۶۰ با دختر یک تهیه‌کننده ایتالیایی با نام ماریا آماتو ازدواج کرد و حاصل ازدواجش با او سه فرزند جوزپه (۱۹۶۱)، کریستین (۱۹۶۲) و دیامانته (۱۹۷۲) بود.
باد اسپنسر پس از ظاهر شدن در فیلم لبه تیز شمشیر تبدیل به یک خلبان ماهر هواپیمای جت و هلیکوپتر شد.

## حضور حرفه‌ای در شنا و واترپلو

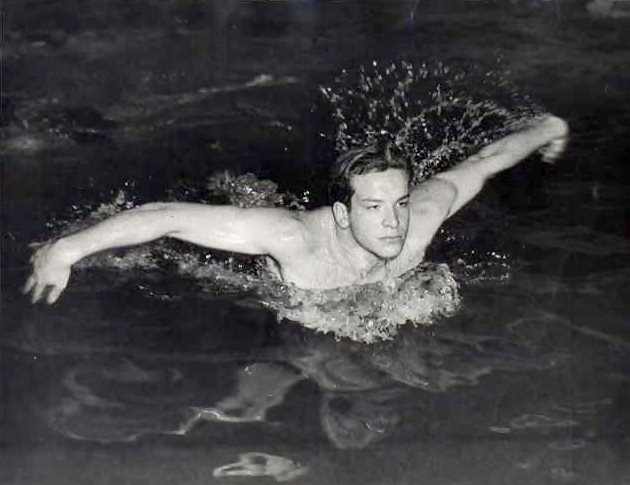
اسپنسر در سال ۱۹۵۰

او در سال‌های جوانی اش یک شناگر حرفه‌ای بود. باد اسپنسر اولین فرد ایتالیایی بود که توانست در کمتر از یک دقیقه مسیر ۱۰۰ متر شنای آزاد را بپیماید. او رکورد ۵۹٫۵ ثانیه در شنای آزاد ۱۰۰ متر را در ۱۹ سپتامبر ۱۹۵۰ به دست آورد. وی در بازی‌های کشورهای حوزه دریای مدیترانه در سال ۱۹۵۱، برنده مدال نقره شنای ۱۰۰ متر آزاد شد.
باد اسپنسر در بازی‌های المپیک سال ۱۹۵۲ در هلسینکی فنلاند شرکت کرد و با وزن ۵۸٫۸ کیلوگرم، در شنای آزاد ۱۰۰ متر در زمان ۵۸٫۹ ثانیه به مرحله نیمه نهایی رسید.
وی چهار سال بعد، در المپیک تابستانی که در شهر ملبورن کشور استرالیا برگزار شد، در مرحله نیمه نهایی با وزن ۵۸٫۵ کیلوگرم، توانست مسیر ۱۰۰ متر آزاد را در مدت زمان ۵۹ ثانیه پشت سر بگذارد.
او به عنوان یک بازیکن حرفه‌ای واترپلو، در مسابقات قهرمانی ایتالیا در سال ۱۹۵۴ (زمانی که در تیم اس.اس.لازیو بازی می‌کرد) جایزه بهترین بازیکن واترپلوی کشور را به دست آورد، اما در سال ۱۹۵۷ از شرکت در بازی‌های حرفه‌ای شنا و واترپلو کناره گرفت. در ۱۷ ژانویه سال ۲۰۰۵، جایزهٔ معروف به سلطان معماری شنا (یا نشان طلای کایمان) توسط فدراسیون شنای ایتالیا به وی اهدا شد.
باد اسپنسر در ۲۴ ژانویه ۲۰۰۷، دیپلم افتخار مربیگری شنا و واترپلوی خود را از دستان پائولو بارِلی، رئیس فدراسیون شنای ایتالیا دریافت کرد.

## فعالیت سیاسی
در سال ۲۰۰۵ با ورود به دنیای سیاست، به عنوان مشاور حزب فورزا در منطقه لاتزیو مشغول به کار شد، اما در این کار موفق نبود.
اسپنسر اعلام کرده است: «من در زندگی ام، هر کاری را انجام داده‌ام؛ به جز سه کار: رقص باله، سوارکاری و سیاستمداری.
با توجه به این که دو شغل اول، برای من دست نیافتنی بودند، خودم را به دنیای سیاست پرتاب کردم.»
مخالفان اسپنسر همیشه او را به خاطر درگیر شدن در سیاستهای نمایشی مورد انتقاد قرار می‌دادند.

## فعالیت صنعتی
کارلو پدرسلی چند اختراع به نام خود ثبت کرده. او در سال ۱۹۸۱ یک تفنگ سه لول (تفنگ مختلط) و در سال ۱۹۹۰ یک «قفل در» اختراع و به نام خود در اروپا ثبت کرد. حقوق شخصی این اختراعات و همچنین اختراع «عصای صندلی دار» به خاطر نپرداختن هزینه عضویت سالانه به اداره ثبت اختراعات در سال‌های گذشته، منتفی محسوب می‌شوند.

## بازیگری حرفه‌ای

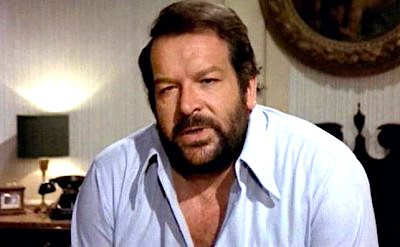

اولین حضور حرفه‌ای باد اسپنسر در دنیای سینما، بازی در فیلمی با نام روح شوهر من برگرفته از یک داستان کمدی ایتالیایی بود که در سال ۱۹۴۹ تولید و در سال ۱۹۵۰ منتشر شد.
وی در سال ۱۹۵۱ در فیلم‌های گارد پرتورین و کجا می‌روی؟ به عنوان یک بازیگر حضور داشته است.

## محبوبیت در ایران
باد اسپنسر و تِرِنس هیل با سبک کمدی مخصوص خودشان خنده را به دل مردم ایران وجهان هدیه دادند. خبر
درگذشت باد اسپنسر (که مردم ایران وی را با نام «پا گنده» یا «بولدوزر» می‌شناسند) بازتاب زیادی در فضاهای مجازی ایرانی داشت و آنها را غمگین و متأثر کرد.

## مرگ
اسپنسر در سن ۸۶ سالگی در ۲۷ ژوئن ۲۰۱۶ در رم درگذشت. جوزپه پدرسولی، پسر اسپنسر اظهار داشت که پدرش «بدون درد در حضور خانواده اش درگذشت و آخرین کلمه او «از شما ممنونم» بود».

## فیلم‌شناسی
| نام فیلم                            | سال انتشار | نقش ایفا شده توسط باد اسپنسر                       |
| ----------------------------------- | ---------- | -------------------------------------------------- |
| کجا می‌روی                           | ۱۹۵۱       | گارد شاهنشاهی                                      |
| اژدر بشر                            | ۱۹۵۴       | مارگرینی                                           |
| قهرمان زمان ما                      | ۱۹۵۵       | فرناندو                                            |
| نارگیل مادر                         | ۱۹۵۷       | اسکار                                              |
| وداع با اسلحه                       | ۱۹۵۷       | کارا بینیره                                        |
| هانیبال                             | ۱۹۵۹       |                                                    |
| اگه خدا ببخشه من نمی‌بخشم            | ۱۹۶۷       | هاچ بسی                                            |
| امروز می‌کشیم، فردا می‌میریم!         | ۱۹۶۸       | اوبانیون                                           |
| فراتر از قانون                      | ۱۹۶۸       | جیمز کوپر                                          |
| آس برنده                            | ۱۹۶۸       | هاچ بسی                                            |
| روز پنجم                            | ۱۹۶۹       | سی.پی.ال. جلینک                                    |
| پنج مرد جنگی                        | ۱۹۶۹       | مسیتو                                              |
| این گروه مرگبار                     | ۱۹۶۹       | هاچ بسی                                            |
| به من می‌گن ترینیتی                  | ۱۹۷۰       | بامبینو                                            |
| تسخیر ناپذیران                      | ۱۹۷۱       | اسکول                                              |
| هنوز ترینیتی هستم                   | ۱۹۷۱       | بامبینو                                            |
| چهار مگس روی مخمل خاکستری           | ۱۹۷۱       | گادفری                                             |
| شهر تبهکاران                        | ۱۹۷۲       | روزاریو رائو                                       |
| همه راه‌ها به همین‌جا ختم می‌شود بچه‌ها | ۱۹۷۲       | سالود                                              |
| آره که میشه رفیق                    | ۱۹۷۲       | هیرام کوبورن                                       |
| دلیلی برای زندگی، دلیلی برای مرگ    | ۱۹۷۲       | الی سامپسون                                        |
| حتی فرشتگان هم لوبیا می‌خورند        | ۱۹۷۳       | کارلی اسمیت                                        |
| به من میگن پاگنده                   | ۱۹۷۳       | بازرس ریزو (پاگنده)                                |
| دو میسیونر                          | ۱۹۷۴       | پدر پادری پدرو                                     |
| در غیر این صورت عصبانی میشیم        | ۱۹۷۴       | بن                                                 |
| پاگنده به هنگ کنگ می‌رود             | ۱۹۷۵       | بازرس ریزو (پاگنده)                                |
| دو پلیس زبل                         | ۱۹۷۷       | ویلبور والش                                        |
| پاگنده به آفریقا می‌رود              | ۱۹۷۸       | بازرس ریزو (پاگنده)                                |
| به من میگن بولدوزر                  | ۱۹۷۸       | بولدوزر                                            |
| فردها و زوج‌ها                       | ۱۹۷۸       | چارلی فیرپو                                        |
| کلانتر و گمشده فضایی                | ۱۹۷۹       | اسکریفو اسکات (کلانتر هال)                         |
| پاگنده به مصر می‌رود                 | ۱۹۷۹       | بازرس ریزو (پاگنده)                                |
| من و اسب آبی                        | ۱۹۷۹       | تام                                                |
| همه چیز برای من اتفاق می‌افتد        | ۱۹۸۰       | اسکریفو اسکات (کلانتر هال)                         |
| بادی به غرب می‌رود                   | ۱۹۸۱       | بادی                                               |
| دوست یک گنج است                     | ۱۹۸۱       | چارلی او. برین                                     |
| گربه و سگ                           | ۱۹۸۲       | گروهبان پارکر                                      |
| جو موز فروش                         | ۱۹۸۲       | جوی موزی                                           |
| بمب افکن                            | ۱۹۸۲       | باد گرازیانو                                       |
| پرواز به میامی                      | ۱۹۸۳       | اوریوردان با نام مستعار داگ میسون                  |
| جنجال در ریو                        | ۱۹۸۴       | گرگ واندر / آنتونیو د لا کوئیمبرا کرونیلاوای آزودو |
| پلیس‌های فوق‌العاده میامی             | ۱۹۸۵       | استیو فارست                                        |
| علاءالدین                           | ۱۹۸۶       | جنیه                                               |
| مرد بزرگ (مجموعه تلویزیونی)         | ۱۹۸۹–۱۹۸۸  | جک سلمنتی                                          |
| خیلی بزرگ (مجموعه تلویزیونی)        | ۱۹۹۳–۱۹۹۰  | جک کاستلو                                          |
| سخنرانی شیطان                       | ۱۹۹۱       | جان بال وبستر                                      |
| مشکل سازان                          | ۱۹۹۴       | مؤسس                                               |
| ما فرشته‌ایم (مجموعه تلویزیونی)      | ۱۹۹۷       | اورسو                                              |
| آتش بازی                            | ۱۹۹۷       | خوانندهنابینا                                      |
| به حد                               | ۱۹۹۷       | الورزا                                             |
| فرزندان باد                         | ۲۰۰۰       | کوئینتیرو                                          |
| ۳–۴ همیشگی                          | ۲۰۰۲       | بوپس                                               |
| آواز در پشت صفحه نمایش              | ۲۰۰۳       | کاپیتان پیر آدرانو                                 |
| پدر روحانی (مجموعه تلویزیونی)       | ۲۰۰۵       | پدر روحانی                                         |
| مرگ کسب و کار من است عزیزم          | ۲۰۰۹       | پپه                                                |
| جنایات کوکو (مجموعه تلویزیونی)      | ۲۰۱۰       | کارلو بانکی                                        |